# Kobilje (Brus)
Pour les articles homonymes, voir Kobilje.
Kobilje (en serbe cyrillique : Кобиље) est un village de Serbie situé dans la municipalité de Brus, district de Rasina. Au recensement de 2011, il comptait 368 habitants.

## Démographie

### Évolution historique de la population
| 1948 | 1953 | 1961 | 1971 | 1981 | 1991 | 2002 | 2011 |
| ---- | ---- | ---- | ---- | ---- | ---- | ---- | ---- |
| 553  | 610  | 622  | 542  | 481  | 523  | 496  | 368  |

|  |